# Relaciones Montenegro-Venezuela
Las relaciones Montenegro-Venezuela se refieren a las relaciones internacionales que existen entre Montenegro y Venezuela.

## Historia
Montenegro también desconoció los resultados de las elecciones presidenciales de Venezuela de 2018, donde Nicolás Maduro fue declarado como ganador.[cita requerida]
En 2019, durante la crisis presidencial de Venezuela, Montenegro reconoció a Juan Guaidó como presidente de Venezuela.